# Farme Castle
Farme Castle war ein Donjon in Rutherglen, etwa 800 Meter östlich des Farme Cross, der Kreuzung der Fernstraßen A724 und A749 in der schottischen Council Area South Lanarkshire.

## Beschreibung
Der Donjon diente als eine Ecke eines Hofes, der von der Erweiterung eines zinnenbewehrten Landhauses gebildet wurde. Hohe Mauern und Nebengebäude bildeten die Seiten des Hofes. Der Hof war durch eine schmuckvolle Bogendurchfahrt neben dem Donjon zu erreichen. Der Donjon selbst hatte drei Vollgeschosse und ein Dachgeschoss sowie eine von Konsolen unterstützte Brüstung mit Maschikulis und Wasserspeiern. Als man 1917 eine Decke entfernte, wurde eine alte Holzdecke sichtbar, die auf das Haus Stuart hinweisende Inschriften aus dem Jahr 1325 trug.

## Geschichte
Der Donjon entstand vermutlich im 15. Jahrhundert auf einem früheren Gebäude. König Robert the Bruce hatte das Gelände von Farme Castle an Walter the Steward verlehnt. Später fiel das Anwesen an den Clan Douglas. Von 1482 bis 1599 gehörte es dem Clan Crawford und wurde Crawford's Farme genannt.
In den 1960er-Jahren wurde der Donjon abgerissen. Er diente damals nur noch als Lager für nicht mehr benötigte Bergwerksausrüstung.